# Trattato di Huế (1863)
Il Trattato di Huế del 14 aprile 1863 fu firmato tra i rappresentanti della dinastia Nguyễn e quelli dell'Impero francese. Tra i termini dell'accordo vi erano: l'apertura ai francesi di tre porti vietnamiti (Đà Nẵng, Ba Lạt e Quảng Yên), la libertà di culto per i cristiani e la tutela dell'attività missionaria. Saigon, occupata dai francesi nel 1862, fu confermata come dominio diretto francese. Nel complesso, pur restituendo le tre provincie di Biên Hòa, Gia Định e Định Tường al governo ed all'amministrazione della dinastia Nguyễn, il trattato confermò i princìpi del trattato di Saigon del 1862.